# Patangpuluhan
Patangpuluhan is een bestuurslaag in het regentschap Jogjakarta van de provincie Jogjakarta, Indonesië. Patangpuluhan telt 6172 inwoners (volkstelling 2010).